# Mercur II
| Vollcontainerschiff Typ Mercur II | Vollcontainerschiff Typ Mercur II                 |
| --------------------------------- | ------------------------------------------------- |
| MSC Malin ex Kapitan Kanevskiy    |                                                   |
| Technische Daten (Überblick)      |                                                   |
| Werft:                            | Warnowwerft, Warnemünde                           |
| Vermessung:                       | 17.845 BRT                                        |
| Tragfähigkeit:                    | 16.030 t                                          |
| Länge über Alles:                 | 173,90 m                                          |
| Länge zwischen den Loten:         | 163,57                                            |
| Breite:                           | 24,40 m                                           |
| Seitenhöhe:                       | 15,90 m                                           |
| Tiefgang:                         | 9,82 m                                            |
| Antrieb:                          | 1 × Dieselmotor 9 DKRN 80/160-4 auf 1 × Propeller |
| Gesamtleistung:                   | 15.882 kW                                         |
| Geschwindigkeit:                  | 21 Knoten                                         |
| Besatzung:                        | 35 + 12                                           |

Die Frachtschiffsserie Mercur II ist ein  Containerschiffstyp des VEB Warnowwerft Warnemünde und eine Weiterentwicklung des Typs Mercur I.

## Geschichte
Zehn Schiffe dieser Serie wurden für den Export in die UdSSR gebaut. Sie waren bei Indienststellung die größten Containerschiffe der sowjetischen Flotte.
Mit der Kapitan Gavrilov lief 1982 das erste Schiff vom Stapel. Diese und fünf weitere Schiffe wurden 1989/90 auf 203 Meter Länge über alles verlängert. Seit 2003 sind diese sechs Schiffe von der MSC gechartert. Die Geroi Monkadiy wurde 2002 in Alang abgewrackt. Das letzte Schiff der Serie, die 1985 gebaute Bolshevik M. Tomas, wurde 2008 in Chittagong abgebrochen.
| Bau-Nr. | Bauname            | Ablieferung | IMO-Nr. | Vermessung                    | Umbenennungen und Verbleib |
| ------- | ------------------ | ----------- | ------- | ----------------------------- | --- |
| 471     | Kapitan Gavrilov   | 1982        | 8201624 | 17.720 BRT (1989: 21.586 BRT) | Lisboa (1995) → Sea-Land Canada (1997) → P&O Nedlloyd Ottawa (1999) → Lisboa (2000) → Pelat (2003) → MSC Iris (2004) → so in Fahrt                                            |
| 472     | Kapitan Kanevskiy  | 1982        | 8201636 | 17.720 BRT (1989: 21.586 BRT) | Tavira (1995) → Mærsk Montreal (1997) → Tavira (2000) → Pelado (2003) → MSC Malin (2004) → so in Fahrt                                                                        |
| 473     | Kapitan Kozlovskiy | 1982        | 8201648 | 17.720 BRT (1989: 21.586 BRT) | CGM Le Cap (1995) → Miden Agan (1995) → Mærsk Toronto (1997) → Miden Agan (2000) → MSC Eyra (2004) → so in Fahrt                                                              |
| 474     | Kapitan V. Ushakov | 1983        | 8201650 | 17.845 BRT                    | Orient Cord (1995) → 2002 in Alang abgebrochen |
| 475     | Kapitan V. Trush   | 1983        | 8201662 | 17.845 BRT                    | Eagle Vision (1996) → Brigitte (1997) → Phong Chau (1999) → Phong Cha (2007) → ab 19. Juni 2007 verschrottet.                                                                 |
| 476     | Nikolay Thikonov   | 1983        | 8201674 | 17.845 BRT (1989: 21.586 BRT) | Aveiro (1995) → Tiger Sea (2002) → Aveiro (2002) → MSC Lieselotte (2003) → 2016 in Alang abgebrochen                                                                          |
| 477     | Tikhon Kiselyev    | 1984        | 8201686 | 17.845 BRT (1989: 21.586 BRT) | 1989 verlängert → Leixoes (1995) → MSC Melbourne (1998) → Leixoes (2001) → MSC Hina (2003) → ab 28. Juni 2014 bei Hariyana Ship Demolition in Alang verschrottet.             |
| 478     | Geroi Monkadiy     | 1984        | 8201698 | 17.845 BRT (1990: 18.053 BRT) | Transkord (1995) → Transcord (1998) → 2002 in Alang abgebrochen |
| 479     | Professor Tovstykh | 1985        | 8201703 | 17.845 BRT (1989: 21.584 BRT) | Spevde Vradeos (1995) → Miden River (1997) → MSC Uruguay (1998) → Delphic Spirit (1998) → ZIM Seoul (1999) → Delphic Spirit (1999) → MSC Maria (2003) → 2012 Abbruch in Alang |
| 480     | Bolshevik M. Tomas | 1985        | 8201715 | 17.845 BRT                    | Sea Captain (1997) → Phu Xuan (2000) → Nasico River (2005) → Vinashin Pacific (2006) → Vina → 2008 in Chittagong abgebrochen                                                  |

## Technik
Die Vollcontainerschiffe wurden für den Einsatz zwischen Europa und dem Fernen Osten ausgelegt. Die ersten Schiffe der Serie konnten bis zu 1084 Container transportieren, später wurde die Kapazität auf bis zu 1254 Container erhöht. Fünf Laderäume fassen 536 TEU in sechs Lagen und acht Reihen. Die Laderäume werden mit Ponton-Doppelluken abgeschlossen. An Deck werden drei Lagen Container und in der vierten Lage Leercontainer gefahren. Für Kühlcontainer sind 100 Anschlüsse vorhanden.
Als Antrieb dient ein Schiffsdieselmotor vom Typ 9 DKRN 80/160-4, der in Brjansk in Lizenz von Burmeister & Wain gebaut wurde. Mit einer Antriebsleistung von 15.882 kW erreicht das Schiff eine Geschwindigkeit von 21 Knoten. Der Aktionsradius wurde mit 21.000 Seemeilen angegeben.
Die Besatzung besteht aus 35 Mann. Für 12 weitere Personen bestehen Unterbringungsmöglichkeiten.